# Chicago Massacre: Richard Speck
Chicago Massacre: Richard Speck es una película de terror de 2007 escrita y dirigida por Michael Yungfer. La película, que se estrenó en el Beverly Hills Film Festival de 2007, está basada en los crímenes del asesino en masa de Chicago Richard Speck, y está protagonizada por Corin Nemec como Speck.

## Argumento
Al crecer en la zona rural de Texas, Richard Speck es abusado física, psicológica y posiblemente sexualmente por su padrastro. Al convertirse en un delincuente en su adolescencia, Speck finalmente es sentenciado a terapia psiquiátrica, que evita subiéndose a un tren fuera de la ciudad. Posteriormente, Speck se casa con una mujer llamada Sissy, quien lo abandona debido a su maltrato violento y degradante hacia ella. Después del divorcio, Speck se muda a Chicago, donde conoce a una estudiante de enfermería llamada Sharon. Una noche de 1966, Speck, borracho y necesitado de dinero para un viaje a Nueva Orleans, irrumpe en el dormitorio de Sharon con la intención de robarle a ella y a sus ocho compañeras de habitación. Speck sufre un brote psicótico durante el robo y termina violando, torturando y asesinando a Sharon y a otras siete mujeres; la única superviviente, Sondra Azano, consigue pasar la noche escondiéndose debajo de una cama.
Speck pasa los días siguientes entrando y saliendo de moteles y bares en un estado de embriaguez, y en un momento dado confiesa sus crímenes a una prostituta, a la que luego ataca. Los agentes que acuden al tumulto, sin saber que Speck es buscado por asesinato en masa, simplemente confiscan su arma de fuego. Speck acaba en un albergue, donde intenta suicidarse cortándose las muñecas. Speck sobrevive y es hospitalizado. Mientras trata a Speck, un médico se da cuenta de que él es el asesino que busca la policía después de ver el tatuaje "Born to Raise Hell" (Nacido para provocar el infierno) en el brazo de Speck.
Speck es arrestado y Sondra lo identifica en el hospital. Inicialmente, se le da la pena de muerte por sus crímenes, pero la sentencia de Speck se reduce a 400-1200 años, que deberá cumplir en el Centro Correccional de Joliet. Speck se niega a asistir a ninguna de sus audiencias de libertad condicional, no coopera en la terapia y se resigna a pasar el resto de su vida tras las rejas, donde muere de un ataque cardíaco en 1991. Cuatro años después, se filtró un video de Speck (que tiene senos crecientes debido a las hormonas femeninas de contrabando que ha estado tomando) consumiendo drogas y bromeando con su compañero de celda y amante. En el video, Speck, muy drogado, en un momento declara: "¡Diablos, si supieran lo mucho que me lo estoy pasando aquí, me dejarían libre!".

## Reparto
- Corin Nemec como Richard Speck
  - Edward Carroll como Richard Speck (12 años)
- Cherish Lee como Sharon
- Ian Patrick Williams como Harry, el camarero
- Eliza Swords como Doris
- Kelsey McCann como Annette
- Joanne Chew como Sondra Azano
- Lynna Yee como Miranda
- Alexis Adkins como Bernice
- Jeanine Del Carloas como Vivian
- Cameo Cara Martine como Barbara Billing
- Daniel Bonjour como el detective Harper
- Tony Todd como el capitán Joe Dunning
- Andrew Divoff como el detective Jack Whitaker
- Arthur Bonner como el detective McGee
- Jennifer House como Sissy Speck
- Debbie Rochon como Candy
- Joe Tong como el detective en prácticas Dave
- Mitchell Welch como Left Eye
- Caia Coley como la enfermera Boyd
- John Eric Bentley como el doctor Wilkins
- Timothy Oman como el juez Petrone
- John Burke como el fiscal Stevens
- Daniel Tostenson como el abogado defensor Getty
- Brent Fidler como el Dr. Ziphoryn
- Leonard Anderson como Tyrone

## Recepción
Ammon Gilbert de Arrow in the Head, que le otorgó a Chicago Massacre: Richard Speck una puntuación de 2/4, elogió la interpretación de Speck por parte de Corin Nemec, pero criticó todos los demás aspectos de la película, que según ellos sufría de "una trama confusa y actuaciones que parecían apresuradas y sin inspiración". Steve Barton de Dread Central le dio a la película una calificación de 2½ sobre 5, elogió la "dirección hábil" y las "actuaciones sólidas" y criticó duramente la actuación de Joanne Chew, a quien ridiculizó por ser "una de las peores actrices que he visto en mi memoria reciente".
Michael Feifer ganó el premio al Mejor Productor, mientras que la película en sí ganó el Premio del Público a la Mejor Película, en el Beverly Hills Film Festival de 2007.